# دير البحري (الحديدة)
دير البحري هي إحدى قرى مديرية الزيدية، التابعة لمحافظة الحديدة اليمنية، بلغ تعداد سكانها 3479 نسمة حسب الإحصاء الذي أجري عام 2004.